# Liste des conseils tribaux en Alberta
Cet article présente une liste des conseils tribaux en Alberta. Elle recense tous les conseils tribaux reconnus par Affaires autochtones et du Nord Canada dont le siège est situé dans la province canadienne de l'Alberta. Ces conseils tribaux sont classés dans un tableau triable par ordre alphabétique selon leur nom officiel contenant leur numéro d'enregistrement, leur nom officiel, l'emplacement de leur siège, leur peuple et le nombre de bandes indiennes qui en fait partie conformément aux données d'Affaires autochtones et du Nord Canada.

## Liste
| Numéro | Nom officiel                                                              | Siège          |
| ------ | ------------------------------------------------------------------------- | -------------- |
| 1029   | Athabasca Tribal Council Limited                                          | Fort McMurray  |
| 8760   | Blackfoot Confederacy                                                     | Calgary        |
| 1052   | Kee Tas Kee Now Tribal Council                                            | Atikameg       |
| 1025   | Lesser Slave Lake Indian Regional Council                                 | Slave Lake     |
| 8737   | Métis Nation of Alberta Association Local Council #1990 of Grande Prairie | Grande Prairie |
| 1026   | North Peace Tribal Council                                                | High Level     |
| 8769   | Stoney Nakoda - Tsuut'ina Tribal Council Ltd                              | Tsuut'ina      |
| 1063   | Treaty 7 Management Corporation                                           | Calgary        |
| 1027   | Tribal Chiefs Ventures Incorporated                                       | Edmonton       |
| 1030   | Western Cree Tribal Council                                               | Valleyview     |
| 1138   | Yellowhead Tribal Development Foundation                                  | Edmonton       |

## Annexe